# John Macurdy
John Macurdy, Geburtsname John Edward McCurdy, (* 18. März 1929 in Detroit, Michigan; † 7. Mai 2020 in Stamford, Connecticut) war ein US-amerikanischer Opernsänger (Bass).

## Leben

### Familie und Ausbildung
John Macurdy, dessen Vorfahren schottischer und deutscher Abstammung waren, wurde als ältestes von drei Kindern geboren. Er hatte zwei Schwestern. Sein Vater Blanchard Archibald McCurdy war Ingenieur, seine Mutter Dorothea McCurdy, geborene Radtke, arbeitete viele Jahre als Sekretärin an der Wayne State University. Macurdys Eltern sprachen zuhause teilweise noch Deutsch, er selbst erlernte die deutsche Sprache jedoch erst während seiner Schulzeit.
Nach seinem Abschluss an der Cass Technical High School in Detroit studierte er von 1947 bis 1949 am Wayne State University College of Engineering und ging dann in ein Ausbildungsprogramm bei General Motors in Detroit, wo er als Modellbauer in der Design-Abteilung eingesetzt wurde. Mit Ausbruch des Koreakrieges trat er in die United States Air Force (USAF) ein und war insgesamt vier Jahre in der Keesler Air Force Base in Biloxi, Mississippi stationiert, wo er im Rang eines Sergeants in der Radarelektronikunterweisung tätig war. Nach seinem Militärdienst kehrte er zur General Motors zurück, wo er Originalmodelle in Holz und Metall herstellte, beendete dort mit Diplom seine Ausbildung als Stempelschneider und arbeitete anschließend als Werkzeugmacher und Modelleur für verschiedene Detroiter Industrieunternehmen.
Macurdys musikalisches Talent und seine Stimme wurden bereits frühzeitig entdeckt. Er sang als Junge im Kirchenchor. Die Leiterin des Kirchenchors ermutigte ihn, Gesangsstunden zu nehmen und vermittelte Macurdy im Alter von 16 Jahren zu dem bekannten Detroiter Gesangslehrer Avery Crew, ein Tenor, der viele Jahre Macurdys Lehrer und Mentor wurde. Er nahm außerdem Gesangsunterricht bei der Kontraaltistin Elizabeth Wood in New Orleans, besuchte in den Sommermonaten die Opernworkshops des Dirigenten und Pianisten Boris Goldovsky (1908–2001) in Oglebay Park (in West Virginia), Pittsburgh und Tanglewood und studierte später auch bei der Mezzosopranistin Thelma Votipka (1906–1972) in New York.

### Anfänge
Sein offizielles Bühnendebüt gab Macurdy unter der musikalischen Leitung von Walter Herbert (1898–1975) in der Eröffnungsvorstellung der Saison 1952/53 an der New Orleans Opera als „Alter Hebräer“ in Samson et Dalila an der Seite von Ramon Vinay und Blanche Thebom. An der New Orleans Opera sang er bis 1959, gastierte aber in dieser Zeit bereits relativ schnell an den führenden Opernhäusern der Vereinigten Staaten, u. a. in Baltimore, Houston, Philadelphia und San Francisco.
Am Opernhaus von Santa Fé sang er im Juli 1958 die Rolle des Mr. Earnshaw in der Uraufführung von Carlisle Floyds Oper Wuthering Heights. 1959 gab er sein Debüt an der New York City Opera als Dr. Wilson in Street Scene von Kurt Weill. Der New York City Opera gehörte er anschließend bis 1962 als festes Ensemblemitglied an.

### Karriere an der MET
1962 wurde Macurdy an die Metropolitan Opera in New York engagiert, wo er bis 1997 ohne Unterbrechung zum Ensemble gehörte. Er sang dort in insgesamt 1001 Vorstellungen über 60 verschiedene Rollen. Sein MET-Debüt gab Macurdy im Dezember 1962 in der Rolle des Verschwörers Tom in der Verdi-Oper Un ballo in maschera. In seiner ersten Spielzeit an der MET sang er weiterhin zahlreiche „Comprimario“-Rollen, bis er im Dezember 1963 kurzfristig für Giorgio Tozzi als Conto Rodolfo in La sonnambula an der Seite von Joan Sutherland einsprang. Daraufhin folgten Verpflichtungen für mittlere und größere Rollen wie Il re und Timur. Er wirkte dort auch in zwei Uraufführungen mit. 1966 übernahm er anlässlich der Eröffnung des neuen Hauses der Metropolitan Opera im New Yorker Lincoln Center in der Uraufführung von Barbers Oper Antony and Cleopatra die Rolle des Agrippa. Im März 1967 sang er an der Seite von Evelyn Lear die Rolle des Ezra Mannon in der Uraufführung der Oper Mourning Becomes Electra von Marvin David Levy. In der Spielzeit 1973/74 sang er den Narbal in der MET-Erstaufführung von Berlioz’ Les Troyens.
Zu Macurdys Hauptrollen an der MET gehörten u. a. Komtur in Don Giovanni, Sarastro, Rocco, Daland, König Heinrich, Landgraf, Hunding (mit Jon Vickers als Siegmund) und Gremin. Er sang dort auch zahlreiche Partien des italienischen Fachs (Raimondo an der Seite von Renata Scotto, Ferrando, Sparafucile, Conte Walter mit Montserrat Caballé als Partnerin, Ramphis).
Seine letzte Rolle an der Metropolitan Opera war im Mai 2000 der Hagen in Wagners Götterdämmerung unter der musikalischen Leitung von James Levine.

### Gastspiele
Macurdy trat im Verlauf seiner Karriere auch an zahlreichen anderen großen internationalen Opernhäusern und bei Musikfestivals auf. In den Vereinigten Staaten gastierte er 1979 noch einmal an der New York City Opera in Lucia di Lammermoor. von 1984 bis 1986 sang er bei den zyklischen Ring-Aufführungen in Seattle die Rollen Hunding und Hagen. 1990 gastierte er erneut an der San Francisco Opera als „routinierter“ Hunding in Die Walküre.
1992 trat er am Teatro Colon in Buenos Aires als Daland auf. 1993 folgte dort der Komtur in Don Giovanni.
Sein Europa-Debüt gab er 1965 als Fürst Gremin in Eugen Onegin am Opernhaus von Marseille. In Europa gastierte er später u. a. mehrfach an der Grand Opéra Paris (Debüt 1973, als Arkel in Pelléas et Mélisande), an der Mailänder Scala (Debüt 1974, als Rocco in Fidelio; 1984 als Landgraf mit Dunja Vejzovic als Venus), bei der Scottish Opera in Glasgow, weiters an der Oper Bonn (als Mephisto in Fausts Verdammnis in der Inszenierung von Jean-Claude Riber, 1983 bei der Premiere und in der Spielzeit 1990/91 bei der Wiederaufnahme der Produktion), in Genf, Straßburg, Lyon, mehrfach in Marseille (1989, als Zaccaria in Nabucco; 1992, als Don Pédro in L’Africaine; 1996, als Fafner in Das Rheingold), in Montpellier (1990, als Marcel in Die Hugenotten zur Eröffnung der Salle Berlioz im neuerbauten Veranstaltungszentrum Corum; 1992, als Fiesco in Simone Boccanegra), an der Opéra Royal de Wallonie in Lüttich (1995, als Frère Laurent in Roméo et Juliette) sowie bei den Festspielen von Aix-en-Provence (1976, als Arkel; 1992, als Trulove in The Rake’s Progress) und Orange (1976, als König Heinrich).
Bei den Salzburger Festspielen trat er 1977 und 1978 ebenfalls als Komtur in Don Giovanni auf.

### Privates
John Macurdy war seit 1958 mit Justine May Votipka verheiratet. Seine Ehefrau, die Klavier an der University of Michigan studiert hatte, stammte wie er ebenfalls aus Detroit. Das Paar hatte sich 1955 während der Sommermonate bei einem Opernworkshop von Boris Goldovsky kennengelernt, wo Votipka als Pianistin und Klavierbegleiterin tätig war. Aus der Ehe gingen zwei Kinder hervor, ein Sohn und eine Tochter. Viele Jahre lebte er in seinem teilweise selbst gebauten Haus in Santa Barbara (Kalifornien). Zu seinen Hobbys gehörten Gartenarbeit und Heimwerken. Macurdy starb im Alter von 91 Jahren in Stamford, Connecticut.

## Repertoire und Tonaufnahmen
John Macurdy, der über eine „machtvolle, voluminöse Baßstimme“ (Kutsch/Riemens) verfügte, sang auf der Bühne ein sehr umfangreiches Repertoire, das insbesondere die großen Bass-Rollen in den Opern von Mozart, Verdi und Wagner umfasste. Er sang, mit Ausnahme von Rienzi alle großen Wagner’schen Bass-Partien (Daland, Landgraf, König Heinrich, Pogner, König Marke, Fasolt, Fafner, Hunding, Hagen und Gurnemanz). Seine Lieblingsrollen waren, nach eigener Aussage, Gurnemanz und Pater Guardian in Die Macht des Schicksals. Er trat auch als Konzertsänger hervor und sang u. a. unter Sir Georg Solti in Gustav Mahlers 8. Sinfonie.
Macurdy wirkte bei zahlreichen Opern-Gesamtaufnahmen mit. Als Studioaufnahmen wurden u. a. Don Giovanni (CBS 1978, Dirigent: Lorin Maazel), Béatrice et Bénédict (als Somarone, DGG 1981, Dirigent: Daniel Barenboim) und Otello (EMI 1985, Dirigent: Lorin Maazel) veröffentlicht. Außerdem existieren zahlreiche Live-Mitschnitte aus der Metropolitan Opera.
Im April 1960 gehörte Macurdy als Komtur in Don Giovanni in einer Produktion des „NBC Opera Theatre“ an der Seite von Leontyne Price and Cesare Siepi zur Besetzung einer der frühen TV-Liveausstrahlungen von Opern in Farbe. Den Komtur sang er außerdem in der Opernverfilmung des Don Giovanni (1979) von Joseph Losey.